# Hamimaera othonopsis
Hamimaera othonopsis is een vlokreeftensoort uit de familie van de Maeridae. De wetenschappelijke naam van de soort is voor het eerst geldig gepubliceerd in 1938 door Schellenberg.